# Bodil Kjer

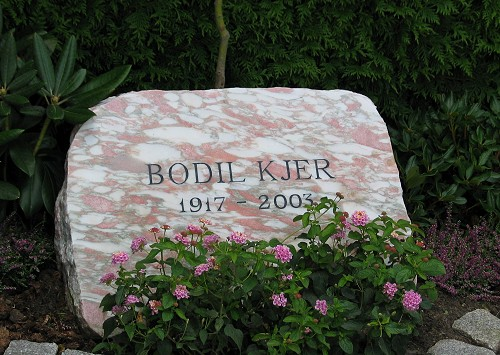
Bodil Kjers gravsten.

Bodil Kjer, född 2 september 1917 i Odense, död 1 februari 2003 i Köpenhamn, var en dansk skådespelare. Hon har tillsammans med Bodil Ipsen gett namn till Danmarks äldsta filmpris, Bodilprisen – ett pris som hon själv mottog fyra gånger.
Bodil Kjer var gift fyra gånger, bland annat med Ebbe Rode.

## Filmografi i urval
- Flådens blå matroser (1937)
- Balletten danser (1938)
- En ganske almindelig pige (1940)
- Far skal giftes (1941)
- Tag til Rønneby kro (1941)
- Tante Cramers testamente (1941)
- En herre i kjole og hvidt (1942)
- Vi kunne ha' det så rart (1942)
- Det brændende spørgsmål (1943)
- Drama på slottet (1943)
- Hans onsdagsveninde (1943)
- To som elsker hinanden (1944)
- Åtta ackord (1944)
- Den usynlige hær (1945)
- Soldaten och Jenny (1947)
- Flyg med i det blå (1951)
- I den gröna skog (1968)
- Mannen som tänkte fly (1971)
- Hjerter er trumf (1976)
- Snuten som rensade upp (1976)
- Babettes gästabud (1987)

## Utmärkelser
- Bodilpriset för bästa kvinnliga huvudroll,  1948[6]
- Teaterpokalen,  1952[7]
- Bodilpriset för bästa kvinnliga huvudroll,  1952[8]
- Henkelpriset,  1965[9]
- Riddare av Dannebrogorden,  1966[7]
- Riddare av första klass av Dannebrogorden,  1976[7]
- Bodilpriset för bästa kvinnliga biroll,  1977[10]
- Kommendör av Dannebrogorden,  1994[7]
- Heders-Bodilpris,  1997[11]
- Ingenio et arti

[Redigera Wikidata]